# Jean-Louis Mandel
Pour les articles homonymes, voir Mandel.
Jean-Louis Mandel, né à Strasbourg le 12 février 1946, est un médecin et généticien français, et dirige une équipe de recherche à l'Institut de génétique et de biologie moléculaire et cellulaire (IGBMC). Il est responsable du laboratoire de diagnostic génétique aux Hôpitaux universitaires de Strasbourg depuis 1992, ainsi que professeur au Collège de France (chaire de génétique humaine) depuis 2003. Ses recherches ont notamment abouti à la découverte du rôle de la protéine FMRP dans les neurones . Cette dernière étant une protéine codée par un gène muté dans le syndrome du X-fragile . Ce qui aboutit généralement à une déficience cognitive et à certaines malformations morphologiques. En effet FMRP est un régulateur de la traduction des synapses pour environ une centaine de gènes  , notamment ceux impliqués dans la formation de la mémoire . 

## Biographie
Docteur en médecine (1971) et docteur en sciences (1974) de l'Université de Strasbourg (thèses préparées sous la direction du Prof. Pierre Chambon), Jean-Louis Mandel est professeur agrégé de biochimie à la faculté de médecine de l'Université de Strasbourg de 1978 à 1984, puis professeur de génétique médicale à cette même faculté de 1984 à 2003 avant d'être nommé à la Chaire de génétique humaine du Collège de France. Il anime une équipe de recherche en génétique humaine au LGME (Laboratoire de Génétique Moléculaire des Eucaryotes, dirigé par Pierre Chambon) devenu en 1994 l'Institut de génétique et de biologie moléculaire et cellulaire (IGBMC). Il initie une activité de diagnostic moléculaire de maladies génétiques dès 1985, qui devient le laboratoire de diagnostic génétique aux Hôpitaux universitaires de Strasbourg en 1992, laboratoire dont il est responsable depuis cette date. Jean-Louis Mandel est nommé directeur de l'Institut de génétique et de biologie moléculaire et cellulaire (IGBMC) de 2002 à 2007, à la suite de son fondateur Pierre Chambon, puis directeur adjoint de 2007 à 2009. De 2008 à 2009, il sera directeur de la clinique de la souris (ICS). Il est également membre titulaire de l'Académie des sciences depuis 1999 et membre correspondant de l'Académie nationale de médecine.

## Apport scientifique
Jean-Louis Mandel se consacre depuis 1982 à l’identification de gènes et de mutations responsables de maladies monogéniques héréditaires rare affectant notamment le système nerveux et/ou les muscles. Il a également contribué au développement de tests diagnostics et à l'analyse des mécanismes physiopathologiques pour plusieurs de ces maladies, en utilisant notamment des modèles animaux ou cellulaire. Sa contribution la plus importante concerne l'identification et la caractérisation du mécanisme de mutation par expansion instable de répétition trinucléotidique. En 1991, son équipe a montré que le syndrome de retard mental avec X fragile, cause la plus fréquente de déficience intellectuelle héréditaire, est dû à l'expansion d'une répétition CGG associée à une méthylation anormale localisée de l’ADN (Oberlé et al. Sciences, 1991). De 1995 à 1997 son équipe (avec notamment Yvon Trottier), en collaboration avec celle d’Alexis Brice (Hôpital Pitié Salpétrière) identifie des expansions de polyglutamine comme épitopes pathogènes dans la maladie d'Huntington et quatre autres ataxies dominantes, ce qui conduit à l’identification des gènes impliqués dans les ataxies spino-cérébelleuses SCA2 et SCA7 (Trottier et al, Nature, 1995, Imbert et al. Nat Genet 1996, David et al. Nat Genet 1997). En 1996, avec Michel Koenig et Massimo Pandolfo, il montre que l'Ataxie de Friedreich, une maladie neurodégénérative, est causée par l’expansion d’une répétition GAA dans le gène codant une protéine alors de fonction inconnue, la frataxine, et participe aux études cliniques et génétiques sur cette maladie (Dürr et al, NEJM, 1996). Jean-Louis Mandel a également identifié les gènes responsables de l'adrénoleucodystrophie, avec Patrick Aubourg (Mosser et al, Nature, 1993), de l’ataxie avec déficit isolé en vitamine E avec Michel Koenig (Ouahchi et al, Nature Genetics, 1995), du syndrome de Coffin-Lowry (retard mental lié au chromosome X) avec André Hanauer (Trivier et al, Nature, 1996). Ses travaux avec Jocelyn Laporte ont conduit à l’identification du gène MTM1 muté dans la myopathie myotubulaire liée au chromosome X (Laporte et al Nat Genet 1996) et plus récemment du gène BIN1 muté dans une myopathie centronucléaire autosomique recessive (Nicot et al, Nature Genet, 2007). Depuis plusieurs années, Jean-Louis Mandel concentre une partie importante de son activité au développement de stratégies efficaces pour le diagnostic moléculaire des déficiences intellectuelles monogéniques, qui affectent plus de 1 % de la population et sont caractérisées par une extrême hétérogénéité génétique, et pour une meilleure connaissance clinique de ces différentes formes génétiques (projet GenIDA ) (Piton et al, AJHG, 2013, et Redin et al. J Med Genet 2014).

## Prix et distinctions
- 2022 : Prix Kavli en Neurosciences, conjointement avec Harry T. Orr, Christopher T. Walsh (en) et Huda Zoghbi - Norvège
- 2009 : Prix de l'Académie nationale de médecine[1] - France
- 2008 : Chevalier dans l'Ordre national de la Légion d'honneur - France
- 2006 : Grand-prix de la Fondation pour la recherche médicale - France
- 2004 : Neuronal Plasticity Prize, attribué par la Fondation Ipsen - France
- 2001 : K.J. Zülch Award for Neurology Research, attribué par la fondation Reesmtsma et la Max Planck Society - Allemagne
- 1999 : Prix Louis-Jeantet de médecine, élu membre de l'Académie des sciences - Suisse
- 1998 : ESHG Award, attribué pour la Société Européenne de Génétique Humaine - Europe
- 1994 : Prix Richard-Lounsbery de l'Académie des sciences et de la National Academy of Sciences - USA & France
- 1993 : Elu correspondant de l'Académie des sciences - France
- 1992 : International San Remo Award for Genetic Research, attribué par la Société Italienne de Génétique Humaine - Italie
- 1988 : prix de recherche de la Fondation Allianz-Institut de France [2]. - France

## Publications représentatives
J.L. Mandel a publié plus de 350 articles et a un H-index de 86 (Web of Science, janvier 2015). Ci-dessous, une trentaine de publications représentatives (* publications citées plus de 200 fois, ** plus de 500 fois)
- Redin, C., […], Mandel, J.-L., Piton, A. Efficient strategy for the molecular diagnosis of intellectual disability using targeted high-throughput sequencing. J. Med. Genet. (2014).
- Piton, A., […], Mandel, J.-L. 20 ans après: a second mutation in MAOA identified by targeted high-throughput sequencing in a family with altered behavior and cognition. Eur. J. Hum. Genet. (2013).
- Piton, A., Redin, C. & Mandel, J.-L. XLID-causing mutations and associated genes challenged in light of data from large-scale human exome sequencing. Am. J. Hum. Genet. 93, 368–83 (2013).
- Redin, C., […], Mandel, J.-L., Muller, J. Targeted high-throughput sequencing for diagnosis of genetically heterogeneous diseases: efficient mutation detection in Bardet-Biedl and Alström syndromes. J. Med. Genet. 49, 502–12 (2012).
- Cossée, M., […], Mandel, J.-L. et al. ARX polyalanine expansions are highly implicated in familial cases of mental retardation with infantile epilepsy and/or hand dystonia. Am. J. Med. Genet. Part A 155, 98–105 (2011).
- Subramanian, M., […], Mandel, J.-L., Moine, H. G-quadruplex RNA structure as a signal for neurite mRNA targeting. EMBO Rep. 12, 697–704 (2011).
- Buj-Bello, A., […], Mandel, J.-L. AAV-mediated intramuscular delivery of myotubularin corrects the myotubular myopathy phenotype in targeted murine muscle and suggests a function in plasma membrane homeostasis. Hum. Mol. Genet. 17, 2132–43 (2008).
- Nicot, A.-S., […], Mandel, J.-L., Laporte, J. Mutations in amphiphysin 2 (BIN1) disrupt interaction with dynamin 2 and cause autosomal recessive centronuclear myopathy. Nat. Genet. 39, 1134–9 (2007).
- Stoetzel, C., […], Mandel, J.-L., Dollfus, H. Identification of a novel BBS gene (BBS12) highlights the major role of a vertebrate-specific branch of chaperonin-related proteins in Bardet-Biedl syndrome. Am. J. Hum. Genet. 80, 1–11 (2007).
- Stoetzel, C., […], Mandel, J.-L., Katsanis, N., Dollfus, H. BBS10 encodes a vertebrate-specific chaperonin-like protein and is a major BBS locus. Nat. Genet. 38, 521–4 (2006).
- Pujol, A., […], Mandel, J.-L. Functional overlap between ABCD1 (ALD) and ABCD2 (ALDR) transporters: a therapeutic target for X-adrenoleukodystrophy. Hum. Mol. Genet. 13, 2997–3006 (2004).
- Mandel, J.-L. & Chelly, J. Monogenic X-linked mental retardation: is it as frequent as currently estimated? The paradox of the ARX (Aristaless X) mutations. Eur. J. Hum. Genet. 12, 689–93 (2004).
- Biancalana, V,  […], Mandel, J.-L. Five years of molecular diagnosis of Fragile X syndrome (1997-2001): A collaborative study reporting 95 % of the activity in France. American Journal Of Medical Genetics 129A, 218-224 (2004).
- Schenck, A, […], Mandel, J.-L. and Giangrande A. CYFIP/Sra-1 controls neuronal connectivity in Drosophila and links the Rac1 GTPase pathway to the fragile X protein Neuron  38, 887-898, (2003).
- Buj-Bello, A, […], Mandel, J.-L. The lipid phosphatase myotubularin is essential for skeletal muscle maintenance but not for myogenesis in mice. Proceedings Of The National Academy Of Sciences Of The USA 99, 15060-15065 (2002).
- Lunkes, A, […], Mandel, J.-L. and Trottier Y. Proteases acting on mutant Huntingtin generate cleaved products that differentially build up cytoplasmic and nuclear inclusions Molecular Cell, 10, 259-269 (2002).
- Bardoni, B and Mandel, J.-L. Advances in understanding of fragile X pathogenesis and FMRP function, and in identification of X linked mental retardation genes. Current Opinion In Genetics & Development 12, 284-293 (2002).
- Pujol, A, […], Mandel, J.-L. Late onset neurological phenotype of the X-ALD gene inactivation in mice: a mouse model for adrenomyeloneuropathy Human Molecular Genetics, 11, 499-505 (2002).
- Schaeffer, C, Bardoni, B, Mandel, J.-L., et al. The fragile X mental retardation protein binds specifically to its mRNA via a purine quartet motif Embo Journal, 20, 4803-4813 (2001) *
- Chelly, J and Mandel, J.-L. Monogenic causes of X-linked mental retardation Nature Reviews Genetics, 2, 669-680 (2001).
- Blondeau, F, […], Mandel, J.-L. Myotubularin, a phosphatase deficient in myotubular myopathy, acts on phosphatidylinositol 3-kinase and phosphatidylinositol 3-phosphate pathway Human Molecular Genetics, 9, 2223-2229 (2000).
- Merienne, K, […], Mandel, J.-L. et al. A missense mutation in RPS6KA3 (RSK2) responsible for non-specific mental retardation. Nature Genetics, 22, 13-14 (1999).
- Jacquot, S, […], Mandel, J.-L. et al. Mutation analysis of the RSK2 gene in Coffin-Lowry patients: Extensive allelic heterogeneity and a high rate of de novo mutations. American Journal Of Human Genetics, 63, 1631-1640 (1998)
- David, G, […], Mandel, J.-L. and Brice, A. Cloning of the SCA7 gene reveals a highly unstable CAG repeat expansion. Nature Genetics, 17, 65-70 (1997).  *
- Trivier, E, […], Mandel, J.-L. et al. Mutations in the kinase Rsk-2 associated with Coffin-Lowry syndrome.  Nature, 384, 567-570 (1996). *
- Imbert, G, […], Mandel, J.-L. et al. Cloning of the gene for spinocerebellar ataxia 2 reveals a locus with high sensitivity to expanded CAG/glutamine repeats. Nature Genetics 14, 285-291 (1996).  **
- Durr, A, […], Mandel, J.-L. et al. Clinical and genetic abnormalities in patients with Friedreich's ataxia. New England Journal Of Medicine, 335, 1169-1175 (1996). *
- Laporte, J. […], Mandel, J.-L. et al. A gene mutated in X-linked myotubular myopathy defines a new putative tyrosine phosphatase family conserved in yeast. Nat. Genet. 13, 175–82 (1996). *
- Trottier, Y, […] Mandel, J.-L. Polyglutamine Expansion As A Pathological Epitope In Huntingtons-Disease And 4 Dominant Cerebellar Ataxias. Nature, 378, 403-406 (1995). *
- Ouahchi, K, […], Mandel, J.-L. and Koenig, M. Ataxia with isolated vitamin-e-deficiency is caused by mutations in the alpha-tocopherol transfer protein. Nature Genetics, 9, 141-145 (1995)
- Rousseau, F,  […], Mandel, J.-L. A multicenter study on genotype-phenotype correlations in the fragile-x-syndrome, using direct diagnosis with probe stb-12.3 - the first 2,253 cases. American Journal Of Human Genetics, 55, 225-237 (1994). *
- Devys, D, […], Mandel, J.-L. The fmr-1 protein is cytoplasmic, most abundant in neurons and appears normal in carriers of a fragile x permutation. Nature Genetics, 4, 335-340 (1993).  *
- Mosser, J, […], Mandel, J.-L. and Aubourg. Putative x-linked adrenoleukodystrophy gene shares unexpected homology with abc transporters. Nature, 361, 726-730 (1993).  **
- Devys, D, […], Mandel, J.-L. and Oberlé, I. Analysis of full fragile-x mutations in fetal tissues and monozygotic twins indicate that abnormal methylation and somatic heterogeneity are established early in development. American Journal Of Medical Genetics, 43, 208-216 (1992).
- Rousseau, F, […], Mandel, J.-L. Direct diagnosis by dna analysis of the fragile x-syndrome of mental-retardation. New England Journal Of Medicine, 325, 1673-1681 (1991). **
- Oberle, I, […], Mandel, J.-L. Instability of a 550 base pair dna segment and abnormal methylation in fragile x-syndrome. Science, 252, 1097-1102 (1991). **